# Кристьян Сигюрдссон
Кристьян Эдн Сигюрдссон (исл. Kristján Örn Sigurðsson; род. 7 октября 1980, Акюрейри) — исландский футболист, защитник. С 2003 по 2011 годы — футболист национальной сборной Исландии.

## Карьера

### Клубная
Начинал карьеру футболиста в исландском клубе «Тор Акюрейри», однако дебютировал на профессиональном уровне в «Волсингуре». После возвращения в «Тор Акюрейри» в 1997 году провёл здесь один сезон, после чего перебрался в английский «Сток Сити». Однако с 1997 по 2001 годы Сигурдссон так и не заработал место в главной команде. В 2001 году он принял решение вернуться в Исландию. Отыграв один сезон в «Тор Акюрейри» и два в «КР Рейкьявик», исландец перешёл в норвежский «Бранн». Защитник быстро сумел проявить себя и заработал место в основном составе. Некоторые комментаторы Типпелиги отмечали, что стиль игры исландского футболиста похож на стиль Роберто Айалы. Кристиан был одним из самых быстрых защитников в «Бранне» и уверенно играл в воздухе. Тем самым, Сигурдссон пробыл в норвежском клубе 6 сезонов, сыграл 120 матчей в чемпионате страны и забил 10 голов. После окончания контракта он в статусе свободного агента покинул «Бранн» и в январе 2010 года присоединился к «Хёнефоссу».

### В сборной
Сигурдссон дебютировал в сборной Исландии в 2003 году. 9 февраля 2012 года он объявил о завершении международной карьеры.